# Los Ángeles (Chile)
Los Ángeles es una comuna y ciudad de la zona centro-sur de Chile, capital de la provincia de Biobío, en la región homónima. Se encuentra ubicada a 510 kilómetros de Santiago, la capital del país, y a 127 kilómetros de Concepción, la capital regional.
Es una de las ciudades con mayor crecimiento del país en las últimas décadas, alcanzando los 219.441 habitantes de acuerdo al censo de 2024. Es la sexta ciudad más poblada al sur de Santiago.

## Toponimia
En la orden de fundación del pueblo de Los Ángeles redactada por José Manso de Velasco no existe ninguna referencia a Santa María de Los Ángeles, como se cree que se llama la comuna. El inicio del segundo párrafo del documento señala:

He deliberado se dé principios y ejecute la referida población con el nombre de villa de Los Ángeles [...]
rúbrica José Manso de Velasco, 27 de marzo de 1739.

Cabe señalar que el nombrado documento no es el acta de fundación, sino la orden que se le confiere a Pedro de Córdova y Figueroa para la realización de las acciones pertenecientes a la futura fundación del pueblo, que ocurriría dos meses después, el 26 de mayo de 1739.
El nombre de la Villa de Nuestra Señora de Los Ángeles aparece en los documentos oficiales de la época colonia.  Si bien es cierto que José Manso de Velasco la nombra solo “Los Ángeles”, en el acta levantada por José Perfecto de Salas en visita oficial a la Villa en abril de 1749, la identifica por su nombre completo: Nuestra Señora de Los Ángeles. Este mismo nombre se repite en la Descripción histórica-geográfica del reino de Chile de Vicente Carvallo y Goyeneche y en los documentos relativos a la visita general que hace al obispado de Concepción el obispo Fray Ángel de Espiñeyra. Esta misma denominación se mantiene hasta el período de la Independencia, como es el caso del Acta de Elección de Diputados al Primer Congreso Nacional de Chile, del 10 de enero de 1811, que se refiere a la “muy leal villa de Nuestra Señora de Los Ángeles”.  Lo mismo ocurre en el Cabildo Abierto celebrado en Nuestra Señora de Los Ángeles, el 17 de septiembre del mismo año.
La historiadora María Teresa Varas, por medio del libro titulado Villa de Nuestra Señora de Los Ángeles de 1989, da a conocer los documentos fundacionales provenientes del legajo llamado "Autos sobre la nueva población de Los Ángeles", encontrándose las citadas referencias de "Nuestra Señora de Los Ángeles", lo que finalmente le da el nombre a su obra. Incluso Bernardo O’Higgins en algunas de sus cartas se refería a la villa en esos términos.
En el libro Historia General de Chile de Diego Barros Arana se hace referencia explícita a la ciudad como Santa María de Los Ángeles, aunque aclara que no ha encontrado el documento de fundación, que apareció solo más tarde en el Archivo de Sevilla. Además, el abogado y escritor angelino Domingo Contreras Gómez continuó con el error de Diego Barros Arana, al titular su obra de 1939 como La Historia de la ciudad de Santa María de Los Ángeles. A esto último se suma que, al crearse la diócesis en la década del 60 del siglo XX, esta fue denominada como Santa María de Los Ángeles.

## Historia

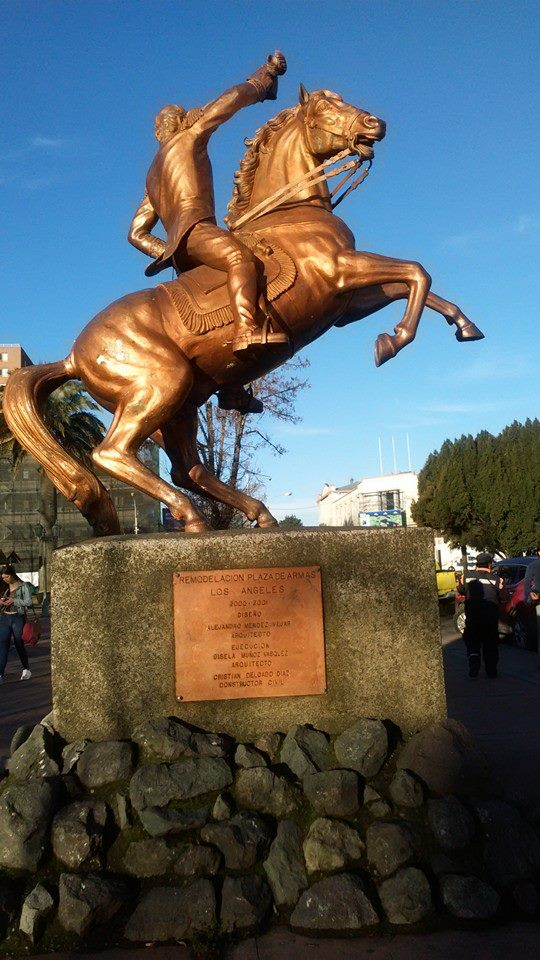
Estatua de Bernardo O'Higgins en la Plaza de Armas Libertador Bernardo O'Higgins Riquelme.

A la llegada de los colonizadores españoles, la zona de la comuna de Los Ángeles estaba habitada por indígenas llamados coyunche (o ‘gente de las arenas’), debido a que esta área es el centro geográfico del territorio arenoso triangular llamado en esa época isla de La Laja (delimitada por la cordillera de los Andes, el río Laja y el río Biobío).
Desde el siglo XVI se construyeron fuertes militares en la zona, tales como el Nahuel Carrasco que simbolizaba los sacrificios que ya había cobrado la guerra con los indígenas de la zona. El 26 de marzo de 1739, el gobernador de Chile, José Manso de Velasco, ordenó la fundación de la Villa de Los Ángeles. El sargento mayor Pedro de Córdova y Figueroa fue encargado de la tarea y, junto a sus alarifes, comenzó el trazado de las calles el 26 de mayo de ese año (este es el día de aniversario de la comuna).
Durante décadas, la ciudad se debatió entre la pobreza y el abandono, pero el posterior auge agrícola y ganadero de la zona dio paso a su consolidación.
Capital de las tierras llamadas antiguamente Isla de La Laja y de la Alta Frontera por los españoles conquistadores, tuvo un carácter militar, religioso, de encuentro social y de mixtura cultura.
Fue un lugar clave para la conquista española. Sus tierras fueron históricamente el principal teatro de combates y de pactos entre españoles, indígenas y chilenos hasta avanzados los tiempos de la Ocupación de La Araucanía. Hasta fines del siglo XIX, el río Biobío definió de manera exacta y permanente la frontera sur, quedando Los Ángeles, su capital, en una suerte de aislamiento territorial, con una realidad social completamente distinta a todos los otros pueblos situados a su norte. Durante el siglo XX, la ciudad se transforma por el aumento poblacional y el desarrollo es evidente. El auge de las actividades ganaderas y agrícolas se ve materializado en la industria y la exportación, especialmente en el desarrollo de la actividad forestal.
Su personaje más destacado es el Libertador Bernardo O’Higgins, quien, una vez llegado desde Europa en 1802 luego de estar prácticamente toda su vida en el extranjero, se hace cargo de la hacienda de Las Canteras, heredada de su padre Ambrosio O’Higgins, en las cercanías del pueblo. Fue posteriormente subdelegado de la Isla de La Laja, a cargo de la administración municipal de la villa. El 10 de enero de 1811 fue elegido, por aclamación general del vecindario, como diputado por Los Ángeles al Primer Congreso Nacional. Desde allí impulsó una serie de adelantos para la zona en su proyecto legislativo inicial. El joven O’Higgins creó un Regimiento de Milicias, con el cual, siendo su segundo comandante, se enfrentó a las fuerzas realistas en Los Ángeles, partiendo desde aquí hacia el norte, donde participó en el proceso de Independencia Nacional, siendo así entonces Los Ángeles su cuna política, militar y revolucionaria.
En 1858, durante el proceso de la inmigración alemana en Chile, se fundó Colonia Humán, una localidad colonizada por inmigrantes europeos (alemanes y austrohúngaros) y que fue completamente conurbada dentro de los actuales límites urbanos de la ciudad.

### Terremoto del 27 de febrero de 2010

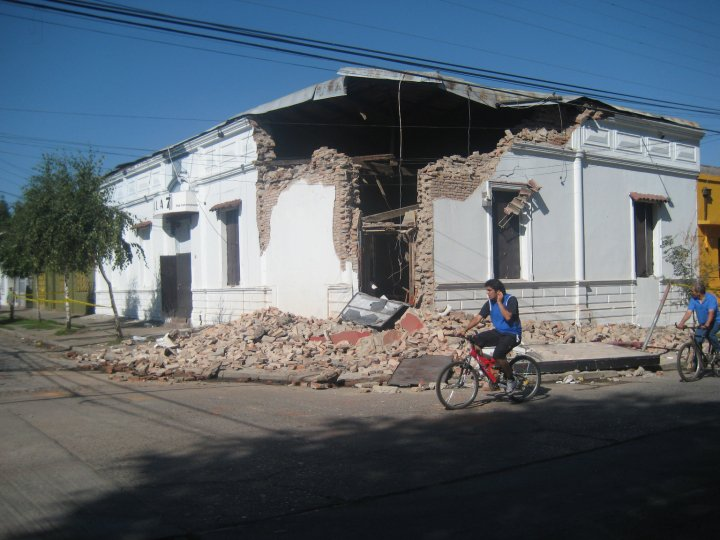
Pub Sala 7 (en Los Ángeles) destruido tras el Terremoto de Chile de 2010.

En Los Ángeles, con el terremoto, la poca arquitectura antigua que se conservaba en la ciudad terminó por extinguirse casi de por completo. La antigua Casona Ciappa en el centro de la ciudad colapsó y el exinternado del Liceo de Hombres, frente a la Plaza de Armas de la Ciudad, sufrió daños en su frontis. La Capilla San Sebastián, ubicada dentro del Complejo Asistencial Doctor Víctor Ríos Ruiz y declarada Monumento Nacional en 1987, se destruyó completamente.
La Iglesia del Perpetuo Socorro, de arquitectura colonial, sufrió graves daños en sus dependencias, debiendo ser demolida. El Museo de la Alta Frontera registró daños irreparables. Del mismo modo, algunos barrios modernos sufrieron los embates del terremoto. Sectores relativamente nuevos emplazados en la zona Sur-Poniente de la ciudad como Villa Galilea, Paillihue, Villa Todos los Santos, Santiago Bueras y Lomas de Santa María registraron colapsos de viviendas. Emblemática es la imagen de blocks de departamentos que cayeron uno encima de otro en efecto dominó. Gran conmoción causó el colapso de la estructura de un pub que causó la muerte de tres personas. En el centro de la ciudad el paseo peatonal a orillas del Estero Quilque cedió, provocando el derrumbe de sus veredas estero adentro. Los servicios básicos estuvieron cortados en toda la ciudad durante más de cinco días y en algunos sectores durante semanas.
El Mallplaza Los Ángeles resistió de manera estoica. Sin embargo, gran cantidad de cielos falsos en su interior resultaron completamente destruidos, presumiendo que si el evento hubiese sido a luz de día, las consecuencias habrían sido probablemente fatales.

## Geografía

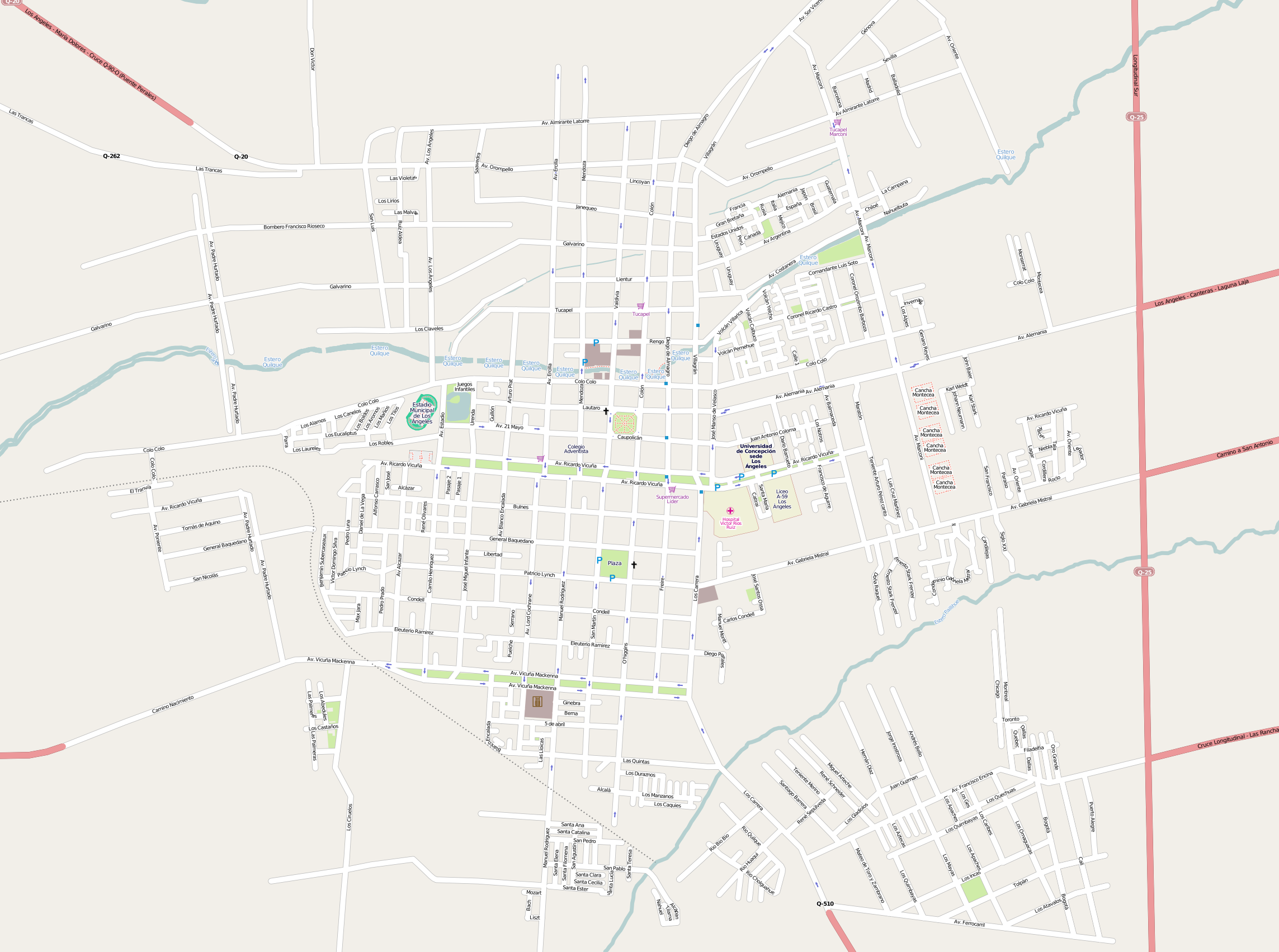
Mapa de Los Ángeles, Chile.

La comuna de Los Ángeles se encuentra emplazada en las unidades geomorfológicas de Llano central con morrenas y conos, Llano central fluvio-glacio-volcánico y Precordillera; siendo la ciudad está ubicada entre los ríos Laja y Biobío, a 133 m s. n. m. La comuna de Los Ángeles se encuentra ubicada entre los paralelos 37°28′14.7″ S y entre los meridianos 72°21′6.79″ O (coordenadas UTM Norte 5.849.610, Este 734.180, huso 18, Datum WGS84), a una altitud de 145 m s. n. m., medición practicada en la Plaza de Armas de esta ciudad, ubicada entre las calles Valdivia, Colón, Caupolicán y Lautaro.
Sus límites actuales son:
- Al norte, el río de La Laja, desde el Puente Perales hasta el Vado de Tucapel, en el camino a Quilleco.
- Al este, el camino de Tucapel a Quilleco, desde el Vado de Tucapel hasta su vado en el Estero Coreo, desde el vado del camino Tucapel-Quilleco hasta el vado de Puente Viejo; el camino de río Pardo: desde lado de Puente Viejo hasta el Estero Curiche; desde el camino de río Pardo hasta el Puente de Ferrocarril de Los Ángeles a Santa Bárbara; la línea férrea, desde el puente anterior hasta el cruce del camino Los Boldos, desde el puente del ferrocarril hasta su lanchadero en el río Biobío.
- Al suroeste, el río Biobío, desde el lanchadero de los Boldos hasta su desembocadura en el río Biobío, río Huaqui desde su desembocadura en el Bío Bío hasta su confluencia con el Estero Paso Cerrado y el camino Los Ángeles Puente Perales desde Estero Paso Cerrado hasta Puente Perales, sobre el río de La Laja.

Para comunicaciones telefónicas se coloca +56-43, siendo 56 el número asignado a Chile, y 43 el número asignado a la zona telefónica de Los Ángeles.

### Clima
Presenta según la clasificación climática de Köppen un clima mediterráneo de lluvia invernal (Csb), y la ciudad presenta un clima mediterráneo continentalizado, de estaciones muy marcadas y períodos secos y lluviosos de duración semejante.
En verano, se caracteriza por registrar temperaturas elevadas (incluso de las más altas de entre las distintas ciudades del país), con marcas históricas de hasta 41,6 °C en febrero de 2019 y 42,2 °C el 26 de enero de 2017, durante la ola de calor del año 2017.
Generalmente las temperaturas máximas veraniegas oscilan entre los 28 °C y 32 °C, y las mínimas, entre los 12 °C y 17 °C. Se caracteriza por ser una estación predominantemente seca, con clima de transición a fines de marzo y comienzos de abril.
Por otro lado, el invierno está marcado por las precipitaciones en forma de lluvia principalmente, concentrando más del 85% del total anual. Es una estación esencialmente lluviosa y de bajos registros de temperatura, con frecuentes heladas y períodos de Veranito de San Juan característicos del valle central.
El viento Puelche es otra característica notable del clima de Los Ángeles. Este viento cálido y seco que sopla desde la cordillera de los Andes ejerce gran influencia en los altos registros de temperatura en los días de verano, pues al encontrarse la ciudad en medio de un valle excepcionalmente ancho y sin mayores elevaciones, limitado al suroeste por el macizo de la Cordillera de Nahuelbuta que impide la entrada de vientos más húmedos, el puelche se «estanca» o disminuye su velocidad lo suficiente como para entibiar el aire y elevar la sensación térmica por sobre los 40 °C usualmente.
| Parámetros climáticos promedio de Los Ángeles, Bío Bío, Chile | Parámetros climáticos promedio de Los Ángeles, Bío Bío, Chile | Parámetros climáticos promedio de Los Ángeles, Bío Bío, Chile | Parámetros climáticos promedio de Los Ángeles, Bío Bío, Chile | Parámetros climáticos promedio de Los Ángeles, Bío Bío, Chile | Parámetros climáticos promedio de Los Ángeles, Bío Bío, Chile | Parámetros climáticos promedio de Los Ángeles, Bío Bío, Chile | Parámetros climáticos promedio de Los Ángeles, Bío Bío, Chile | Parámetros climáticos promedio de Los Ángeles, Bío Bío, Chile | Parámetros climáticos promedio de Los Ángeles, Bío Bío, Chile | Parámetros climáticos promedio de Los Ángeles, Bío Bío, Chile | Parámetros climáticos promedio de Los Ángeles, Bío Bío, Chile | Parámetros climáticos promedio de Los Ángeles, Bío Bío, Chile | Parámetros climáticos promedio de Los Ángeles, Bío Bío, Chile |
| Mes                                                           | Ene.                                                          | Feb.                                                          | Mar.                                                          | Abr.                                                          | May.                                                          | Jun.                                                          | Jul.                                                          | Ago.                                                          | Sep.                                                          | Oct.                                                          | Nov.                                                          | Dic.                                                          | Anual                                                         |
| ------------------------------------------------------------- | ------------------------------------------------------------- | ------------------------------------------------------------- | ------------------------------------------------------------- | ------------------------------------------------------------- | ------------------------------------------------------------- | ------------------------------------------------------------- | ------------------------------------------------------------- | ------------------------------------------------------------- | ------------------------------------------------------------- | ------------------------------------------------------------- | ------------------------------------------------------------- | ------------------------------------------------------------- | ------------------------------------------------------------- |
| Temp. máx. abs. (°C)                                          | 42.2                                                          | 41.6                                                          | 38.4                                                          | 31.6                                                          | 27                                                            | 19.5                                                          | 21.5                                                          | 25.2                                                          | 29.4                                                          | 31.5                                                          | 36.8                                                          | 39                                                            | 42.2                                                          |
| Temp. máx. media (°C)                                         | 29.2                                                          | 28.7                                                          | 25.3                                                          | 20                                                            | 15.6                                                          | 12.8                                                          | 12.2                                                          | 13.3                                                          | 15.6                                                          | 19.4                                                          | 23.2                                                          | 27.1                                                          | 20.2                                                          |
| Temp. media (°C)                                              | 20.6                                                          | 20.2                                                          | 17.4                                                          | 13.6                                                          | 10.9                                                          | 8.6                                                           | 7.8                                                           | 8.5                                                           | 10                                                            | 12.5                                                          | 15.5                                                          | 18.6                                                          | 13.7                                                          |
| Temp. mín. media (°C)                                         | 12.1                                                          | 11.6                                                          | 9.4                                                           | 7.2                                                           | 6.1                                                           | 4.4                                                           | 3.3                                                           | 3.9                                                           | 4.4                                                           | 5.6                                                           | 7.8                                                           | 10                                                            | 7.2                                                           |
| Temp. mín. abs. (°C)                                          | 6.1                                                           | 3.9                                                           | 3.9                                                           | 0                                                             | -2.8                                                          | -5                                                            | -7.2                                                          | -3.9                                                          | -3.9                                                          | -1.1                                                          | 2.2                                                           | 3.9                                                           | -7.2                                                          |
| Precipitación total (mm)                                      | 22.9                                                          | 15.2                                                          | 25.4                                                          | 61                                                            | 254                                                           | 162.6                                                         | 162.6                                                         | 149.9                                                         | 121.9                                                         | 38.1                                                          | 22.9                                                          | 38.1                                                          | 1074.4                                                        |
| Días de precipitaciones (≥ 1 mm)                              | 1.8                                                           | 1.3                                                           | 2                                                             | 5.5                                                           | 10.2                                                          | 12.6                                                          | 10.4                                                          | 9.5                                                           | 7.5                                                           | 3.5                                                           | 1.6                                                           | 3.5                                                           | 69.4                                                          |
| Humedad relativa (%)                                          | 59                                                            | 65                                                            | 66                                                            | 74                                                            | 86                                                            | 86                                                            | 85                                                            | 83                                                            | 77                                                            | 71                                                            | 66                                                            | 60                                                            | 73                                                            |
| Fuente: Weatherbase                                           |                                                               |                                                               |                                                               |                                                               |                                                               |                                                               |                                                               |                                                               |                                                               |                                                               |                                                               |                                                               |                                                               |

### Hidrografía
Esta además se halla en la cuenca del río Biobío. La comuna posee diversos cuerpos de agua, entre los que se destacan la laguna Esmeralda, laguna Las Mellizas y laguna Virquenco; y río Biobío, río Caliboro, río Coreo, río Duqueco, río Guaqui, río Pardo y río Rarinco.

## Medio ambiente

### Componentes bióticos

Trazado simplificado de los ecosistemas y cuerpos de agua presentes en la comuna de Los Ángeles.

Dentro del territorio de la comuna se pueden hallar los siguientes ecosistemas:
- Bosque caducifolio mediterráneo donde predominan Nothofagus obliqua y Persea lingue (En peligro crítico)
- Bosque caducifolio mediterráneo interior donde predominan Nothofagus obliqua y Cryptocarya alba (En peligro crítico)
- Bosque esclerófilo psamófilo mediterráneo interior donde predominan Quillaja saponaria y Fabiana imbricata (En peligro crítico)

### Medidas de protección ambiental y conflictos socioambientales
Hasta 2022, la comuna de Los Ángeles cuenta con un área territorial destinada a la protección ambiental:
- Humedal El Avellano (Humedal urbano)[15]

#### Energías renovables
Dentro del área comunal existe un alto potencial de producción de electricidad mediante energía eólica. Es por esta razón, que en 2014 se inauguró el primer parque eólico de la comuna. El Parque Eólico Cuel consta de 22 aerogeneradores, con una capacidad de 33 MW, que alimentan a la subestación Santa Luisa del Sistema Interconectado Central (SIC), contribuyendo así a la generación de energías renovables en Chile.

## Demografía
La población de la comuna es de 219.441 habitantes (censo 2024), de los cuales un 74,7 % corresponde a población urbana y 25,3 % a rural. Es la primera ciudad que, sin ser capital regional, supera los 200 000 habitantes, y la sexta mas habitada al sur de Santiago. Entre los datos estadísticos que nos entrego el censo de 2024 podemos decir que 105.436 habitantes son hombres y 114.005 mujeres, con un promedio de edad de 37,6 años. 
Dentro de las comunidades de inmigrantes históricos de la ciudad de origen extranjero, se destacan, en función de su número y aportes, la española, la árabe, la alemana y la suiza, provenientes de las localidades colonizadas por europeos en la zona, especialmente desde la Araucanía.

### Sectores
- Centro: corresponde al cuadrante limitado por las calles Lientur (norte), Villagrán (este), Avenida Ricardo Vicuña (sur) y Ercilla (oeste) comprendiendo parte del casco histórico de la ciudad.
- Norte: sector que creció en torno al que era el antiguo camino hacia la ruta 5, hoy Avenida Sor Vicenta. En este sector encontramos poblaciones surgidas desde los años 1990, como: Villa Pinares, Parque Sor Vicenta, Los Castaños, Mirador Oriente, Condominio Amatista Clara de Godoy. Más hacia el centro de la ciudad encontramos el sector Villa Hermosa, Parque Norte, Población Juan Dellalián y el barrio Centenario.
- Nororiente: sector que ha sufrido una expansión predominantemente inmobiliaria desde los años 90, en él se ubican las Villas Parques Nacionales, España, Francia, Italia, Grecia, además de las poblaciones Basilio Muñoz, ENDESA, Antuco, Rucamalal, Villa Obispo, Galvarino, entre otras.
- Oriente: es un sector asociado a la clase alta que alberga el denominado barrio La Colonia. Uno de los principales ejes de este sector corresponden a la Avenida Alemania, destacando en este segmento la Villa Olímpica, Población Banco del Estado, Balmaceda, Villa Mininco, Pedro Lagos, entre otras; en su límite con el centro se ubica la población Domingo Contreras Gómez, surgida sobre la base de un campamento, y hacia su encuentro con la ex ruta 5 se halla el Bajo Monte Cea. El otro eje del sector es la Avenida Gabriela Mistral, en torno a la cual se ubican Villa Cataluña, Jardines de la República, barrios cercanos al Hospital y a la Universidad de Concepción como Francisco de Aguirre, Plaza España, Montegrande, Condomino Gabriela Mistral, además de los cementerios General (municipal) y Católico (de la diócesis angelina).
- Suroriente: el principal ingreso a este sector desde el centro de la ciudad es por Los Carreras, y está compuesto principalmente por villas, condominios y poblaciones al sur del estero Paillihue, como lo son Patria Vieja, Siglo XXI, Escritores de Chile, Millaray, Las Américas, Sevilla, Parque Lauquén, Montreal, Monterrey, Historiadores, Tolpán, 21 de Mayo, Los Ríos, Filadelfia, Portal Manso de Velasco, Parque Antuco, además de la villa Santuarios de Chile y Condominio Los Carrera antes de cruzar el estero.
- Sur: corresponde a los sectores aledaños a la planta Chiprodal de Nestlé: Villa Las Quintas, Villa Todos Los Santos, además del barrio Pueblo Nuevo, comprendido por el cuadrante Los Carrera-Avenida Ricardo Vicuña-Camilo Henríquez-Avenida Vicuña Mackenna.
- Surponiente: sector aledaño a la planta IANSA. Se encuentran la Población IANSA, Villa Galilea, Villa plazas de Santa María y la Población 2 de Septiembre.
- Poniente: comprende todas las poblaciones ubicadas hacia el poniente de avenida Ercilla: Población Andina, Orden y Patria, Orompello, O'Higgins, Santiago Bueras, Lo Elvira, Lomas de Santa María, Ciudades de Chile, Los Profesores, Villa Génesis, Las Tranqueras, Lagos de Chile, Ronald Ramm, entre otras.
- Norponiente: villas ubicadas hacia el norte de calle Orompello-Camino al Aeródromo María Dolores, y hacia el poniente de Avenida Ercilla, aledañas al Destacamento de Montaña n.º 17 "Los Ángeles": Club de Campo, Los Alcaldes, Villa Santa Fe, entre otras.
- Rural: barrios y/o condominios que se encuentran en los alrededores de Los Ángeles como: Siete Ríos, Haras La Montaña, Villa Las Palmas, Doña Isidora, Alameda San Francisco, Country Santa Eliana y Granja Osiris, además de una gran cantidad de pasajes en Camino Antuco, Camino a Cerro Colorado, Camino a Nacimiento, Camino San Antonio y en Camino a Santa Bárbara. Caben en esta categoría sectores residenciales ubicados fuera del anillo By Pass - Las Industrias, como Los Tilos y Duqueco.

Jurisdiccionalmente son zonas urbanas partes de la comuna los asentamientos rurales de Chacayal Sur, San Carlos de Purén, El Peral, Santa Fe y Salto del Laja, todos ellos ubicados fuera del radio urbano de la ciudad.

## Administración

### Municipalidad
La administración de la comuna corresponde a la Ilustre Municipalidad de Los Ángeles, corporación autónoma de derecho público, con personalidad jurídica y patrimonio propio. La actual autoridad de dicha municipalidad es el Sr. Alcalde José Pérez Arriagada (PR) y es asesorado por el Concejo Municipal, por el periodo 6 de diciembre de 2024 hasta el 05 de diciembre del 2028, del cual se encuentra integrado por los siguientes concejales y concejalas:
- Sr. Daniel Badilla Cofré (RN).
- Sr. José Reinaldo Bermedo Toro (PRCH).
- Sr. Alejandro Cano San Martin  (RN).
- Sr. Zenón Jorquera Figueroa (PR).
- Sra. Oriana Offermann Perello (PRCH).
- Sra. Paola Ortiz Morales (Ind - Democratas).
- Sra. Consuelo Constanza Perelló Bastías (UDI).
- Sr. Víctor Lorenzo Salazar Acuña (PDC).[22]
- Sr. José Salcedo Contreras (PR).
- Sr. Eduardo Velásquez Lagos (Democratas).

Actualmente la Municipalidad de Los Angeles, cuenta con cuatro principales edificios siendo el Edificio Libertador Bernardo O´higgins (Alcaldía) ubicada en calle Colón #185. Luego esta el edificio Consistorial ubicado en calle Caupolican #399. Edificio DIDECO-DIDESO ubicado en calle Colo-Colo #0455 y el Edificio de la Dirección de Tránsito y Transporte Público, 1er y 2do Juzgado de Policía Local y la Dirección de Seguridad e Inspección Municipal, ubicado en Avda. Las Industrias Pedro Stark Troncoso 10460.

## Economía
En 2018, la cantidad de empresas registradas en Los Ángeles ante el Servicio de Impuestos Internos (SII) fue de 5.995. El Índice de Complejidad Económica (ECI) en el mismo año fue de 1,75, mientras que las actividades económicas con mayor índice de Ventaja Comparativa Revelada (RCA) fueron el cultivo de remolacha (97,8), servicio de corte y enfardado de forraje (49,59) y fabricación de recipientes de madera (25,7).

### Forestación y silvicultura
La incorporación de la silvicultura al territorio se remonta a las primeras décadas del siglo XX, cuando, en terrenos de mala calidad, algunos propietarios pioneros comenzaron a realizar plantaciones de pino radiata. Destaca el caso de Máximo Puffe, quien plantó mil hectáreas de pino radiata en su fundo La Aguada. Bernardo Timmermann reforestó a su vez 500 ha en sus fundos Batuco y Las Tejas. Otros pioneros de la forestación fueron Enrique Zañartu, Alberto Collao, Alfredo Irarrázabal, Leoncio Larraín y Francisco de la Cruz, quienes crearon más tarde Maderas Prensadas Cholguán.
En la actualidad, el 27,6% del territorio comunal corresponde a uso de plantaciones forestales, sin considerar los suelos dedicados a viveros, aserraderos o industrias asociadas al rubro de la madera.

### Riego y actividades agropecuarias
La construcción del canal Laja y la irrigación de 40.000 hectáreas de suelos de buena calidad en las comunas de Los Ángeles y Quilleco permitió ahí elevar sustantivamente la calidad de las actividades agropecuarias. En 1928 se crea la Cooperativa Lechera Bío Bío para comercializar la cantidad creciente de leche que se obtenía. Diez años más tarde surgen otras empresas lecheras, como la de Graneros. Hubo agricultores que ya en estos años optaron por realizar plantaciones de frutales de exportación, especialmente de manzanas.
La irrigación a gran escala, que se continuó realizando luego de la construcción del canal Laja y que benefició millares de nuevas hectáreas de la provincia de Biobío en las décadas de los 1950, 1960 y 1970, creó condiciones para un mayor desarrollo de la agricultura y la ganadería. Se expandió luego ampliamente el cultivo de remolacha azucarera, actualmente uno de los más importantes en la provincia. A su vez, la empresa IANSA construyó una planta productora de azúcar en la ciudad de Los Ángeles.

#### Principales cultivos
Los principales cultivos en las áreas regadas son la remolacha, el trigo de primavera y las praderas, en las que predomina el trébol rosado. El procesamiento de productos agrícolas es de carácter elemental y se refiere especialmente a la elaboración de ensilaje y heno, que son vitales para la alimentación del ganado. Respecto a la gestión empresarial, los agricultores medianos y grandes tienen igual acceso al crédito agrícola, no así los pequeños propietarios. La mayoría de los productos agrícolas se comercializan en el mercado regional, salvo los cultivos no tradicionales de frutas y hortalizas. Se ha comenzado a cultivar también diversas especies de berries, tales como frambuesas, moras, arándanos azules, así como espárragos y otras hortalizas de exportación).
Los cultivos nombrados corresponden a un tipo de agricultura de riego intensivo. El procesamiento de los productos es de carácter primario y se refiere a la selección, uso del frío y embalaje. Aquí, la estrategia empresarial está dirigida a la exportación, por lo que requieren un acceso expedito a los créditos bancarios.

### Agricultura de secano
La agricultura de secano de la comuna es reducida, debido a factores limitantes de los suelos y especialmente al prolongado período de meses secos. Esto se traduce en una agricultura extensiva o de subsistencia, con rendimientos medios a bajos, condición que ha favorecido la ocupación de estos suelos por plantaciones forestales.
El principal cultivo que se realiza en esta área es el trigo de invierno que forma parte de la rotación que incluye avena, raps y praderas naturales.

### Industria
En la comuna de Los Ángeles, según el Catastro Industrial Regional, existían en 1992 catorce unidades industriales de importancia, seis de las cuales eran urbanas y ocho rurales. Sin embargo, de acuerdo al análisis de las patentes industriales, se encuentran más de 600 unidades industriales, incluyendo las pequeñas y medianas industrias. Las industrias de mayor categoría se localizan en la franja de la Ruta 5 Sur, concesión Ruta del Bosque, localizándose en los bordes físicos de la ciudad el resto de las industrias pequeñas y medianas.
Del total de industrias, el 43% corresponde a industrias menores y talleres eléctricos, mecánicos y de mantenimientos en general. Un 18 % corresponde a industrias de muebles y carpintería, un 5,2% se dedica a la industria de alimentos y un 5% se orienta al vestuario, confecciones y tejidos. El resto corresponde a la industria de mayor nivel.
Especial mención merece la industria ligada a los productos de madera, tales como los aserraderos, las fábricas de muebles y los servicios forestales, los que presentan inversiones en la comuna, reafirmando con ello su vocación forestal. La ciudad abastece de servicios a los cuatro grandes aserradores de la zona, Remanofactura (Clear), Bucalemu, Mulchén y Nacimiento, encontrándose en esta última ciudad el complejo Industrial de Santa Fe, dedicado a la producción industrial de celulosa, uno de los principales productos de la región.
La planta azucarera de Iansa, instalada en 1953, tiene un importante presencia en la actividad industrial histórica de la ciudad, y es, junto a la de Chillán,  una de las dos plantas de procesamiento de remolacha presentes en la región. De hecho, la planta de Los Ángeles constituye la puesta en operaciones de la empresa Iansa. Sin embargo, el 29 de septiembre de 2020 la empresa anunció el cierre definitivo de la planta de Los Ángeles.
Destaca asimismo la generación de energía en los centrales de Pangue, Ralco, Rucúe y Antuco, de propiedad de Endesa y Colbún.

### Industria inmobiliaria

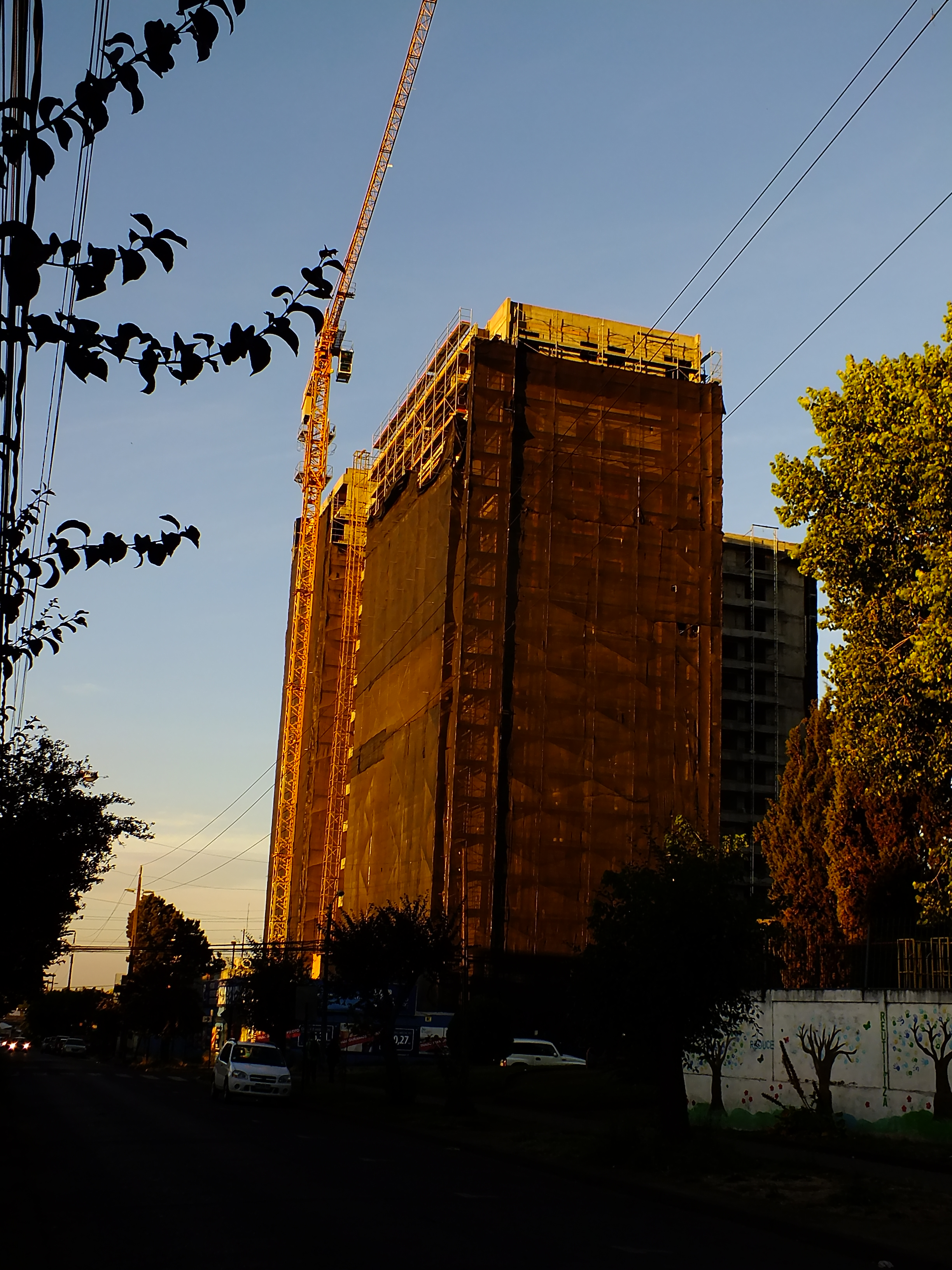
Torre de 17 pisos departamentos y oficinas en enero de 2017.

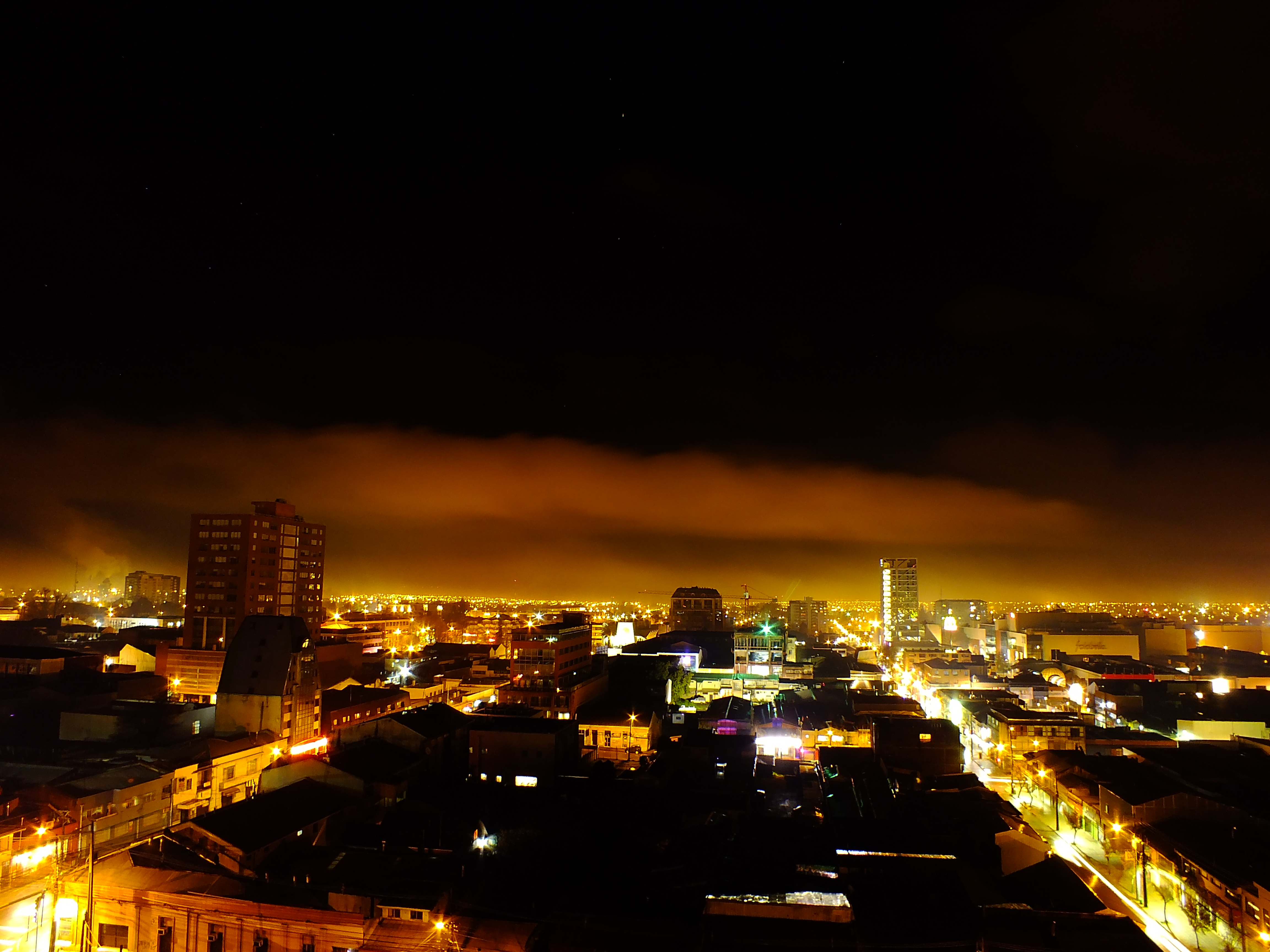
Vista nocturna hacia el centro de la ciudad.

Los proyectos inmobiliarios se apoderaron de la comuna de Los Ángeles desde el año 2008 en adelante, donde existió un boom inmobiliario cuyas edificaciones oscilaron entre los 8 y 13 pisos de altura. No obstante, en el mismo año se construyó la torre del hotel del casino, cuya altura es una de las más altas de la región (70 m). Por lo anterior, durante el último tiempo, Los Ángeles ha crecido considerablemente como verdadero centro urbano, además de la llegada de empresas de otras urbes, entre otros. El panorama urbano (skyline) característico de la ciudad, con sus modernos edificios de altura tanto en su casco céntrico como en la periferia, se observa desde la carretera que atraviesa la ciudad.
A partir del 2015, se construyen torres de 12 y 15 pisos en diferentes áreas de la ciudad. En el centro de la ciudad se contempla la construcción de una torre de 16 pisos de oficinas, uniéndose a otra torre de 16 pisos potenciando aún más el polo de negocios en el centro de la ciudad, y a Los Ángeles como un polo estratégico dentro de la zona sur de Chile.

### Turismo

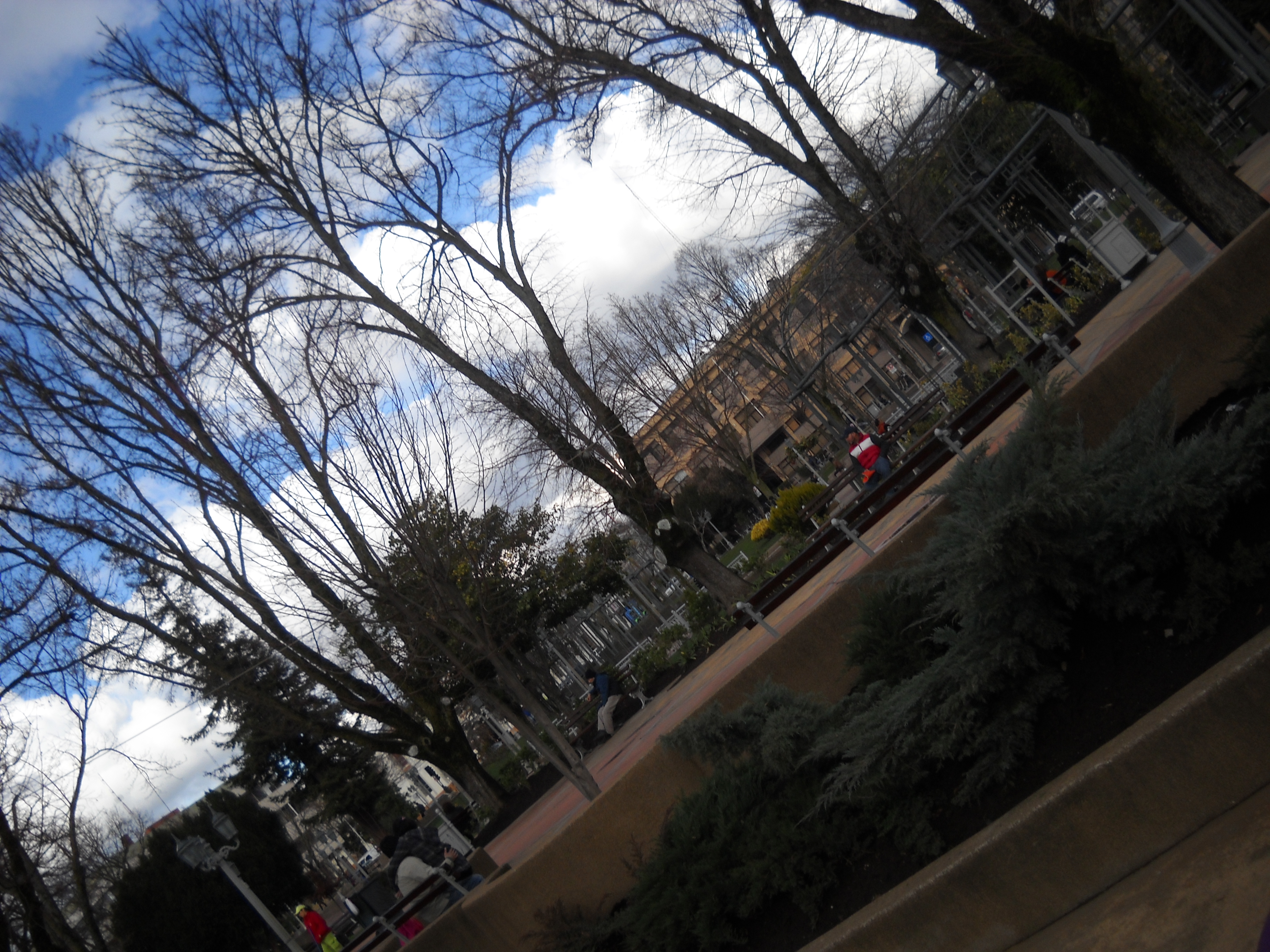
Plaza de Armas de Los Ángeles en julio de 2010.

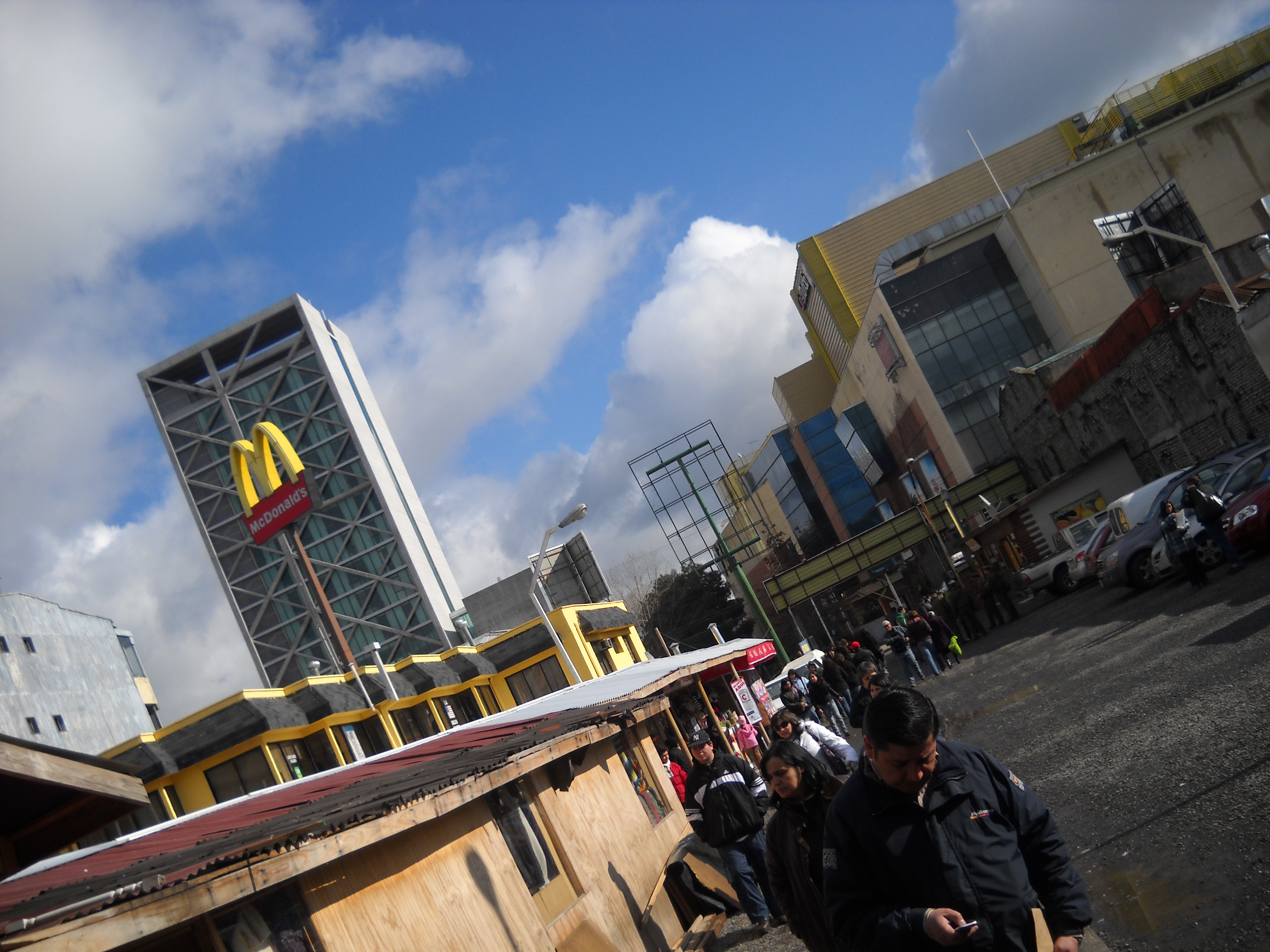
Hotel Four Points y Mallplaza vistos desde la galería Alcalá.

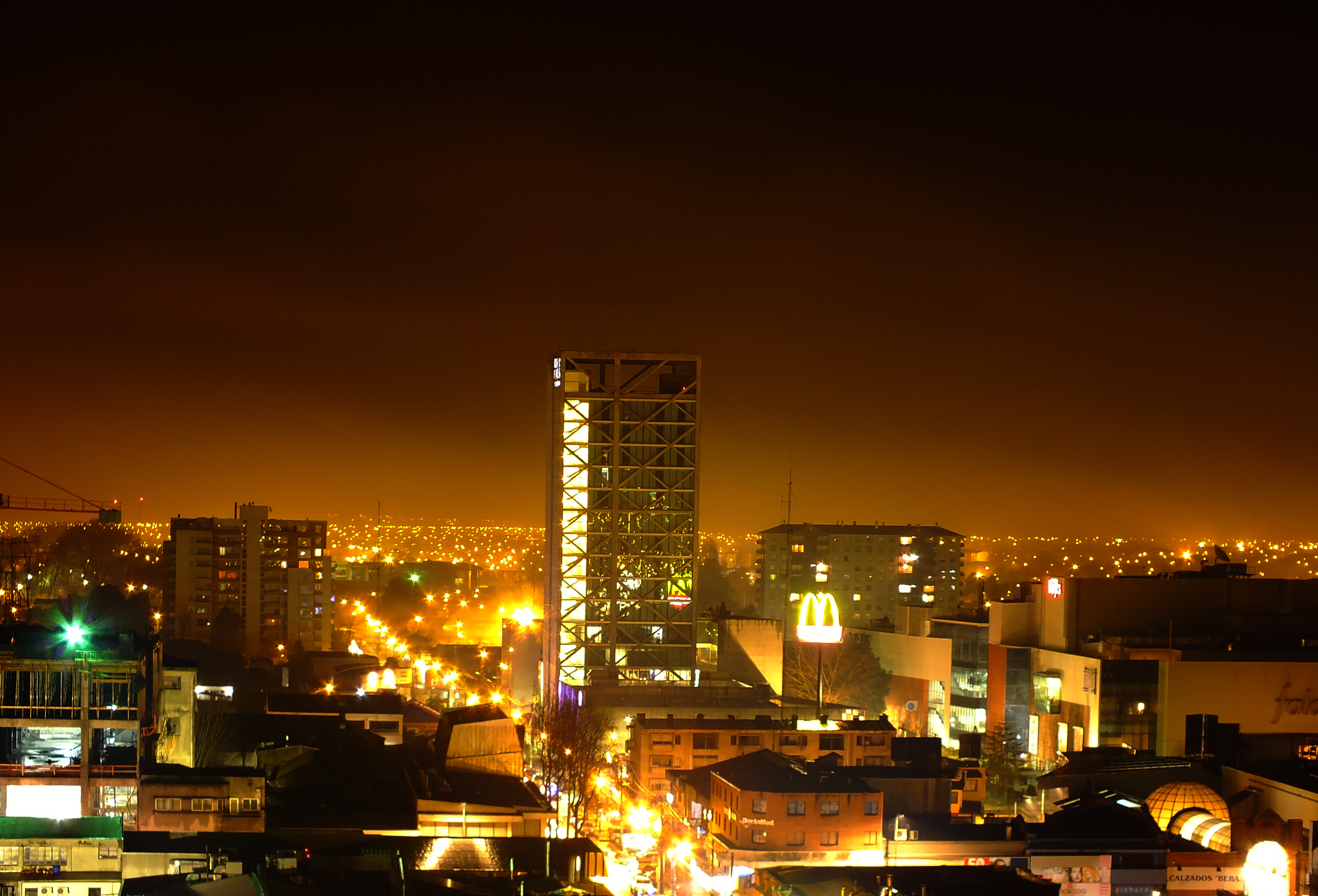
Torre del Hotel, una de las más altas de la región y del sur de Chile.

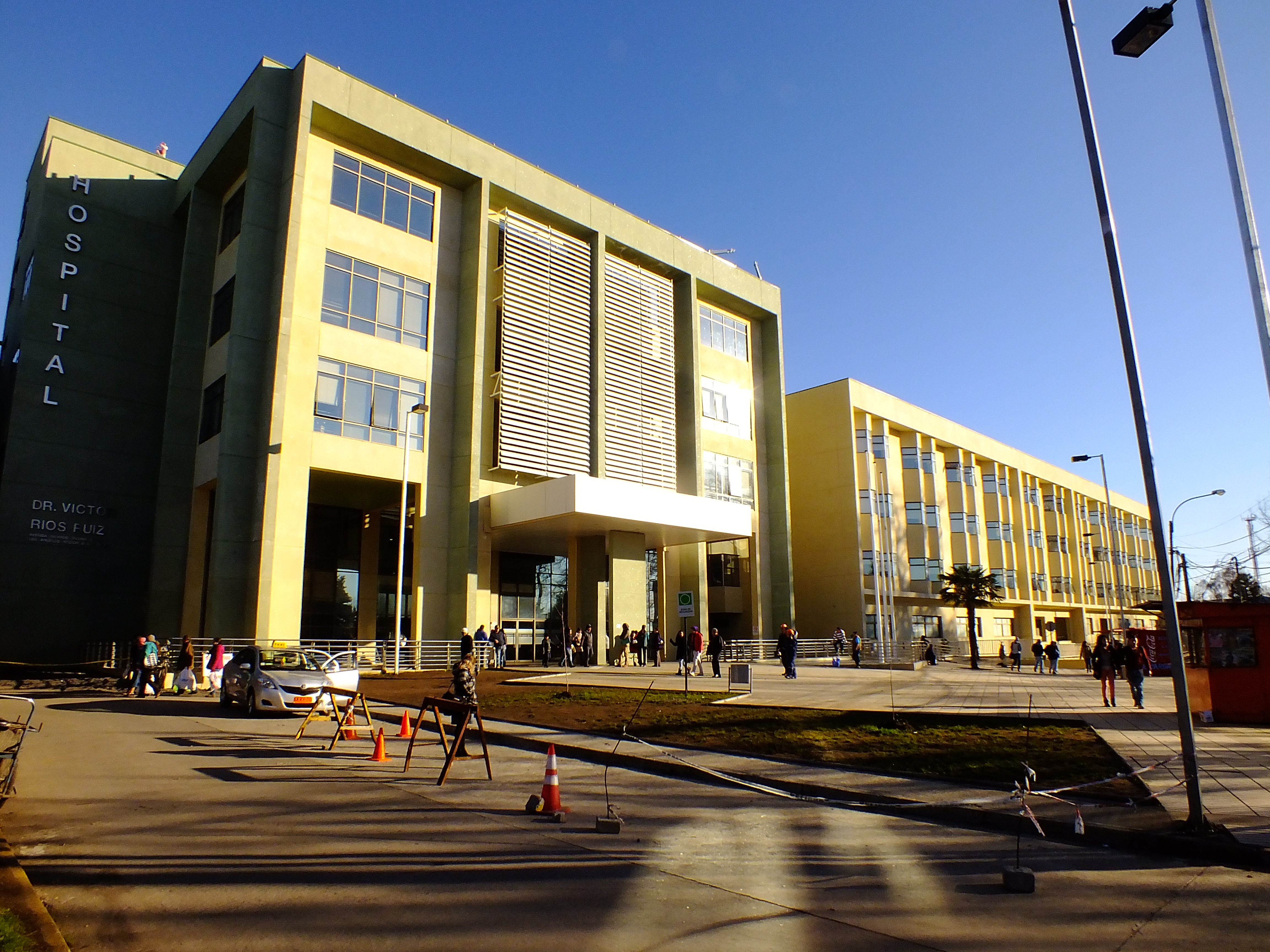
Hospital Dr. Víctor Ríos Ruiz

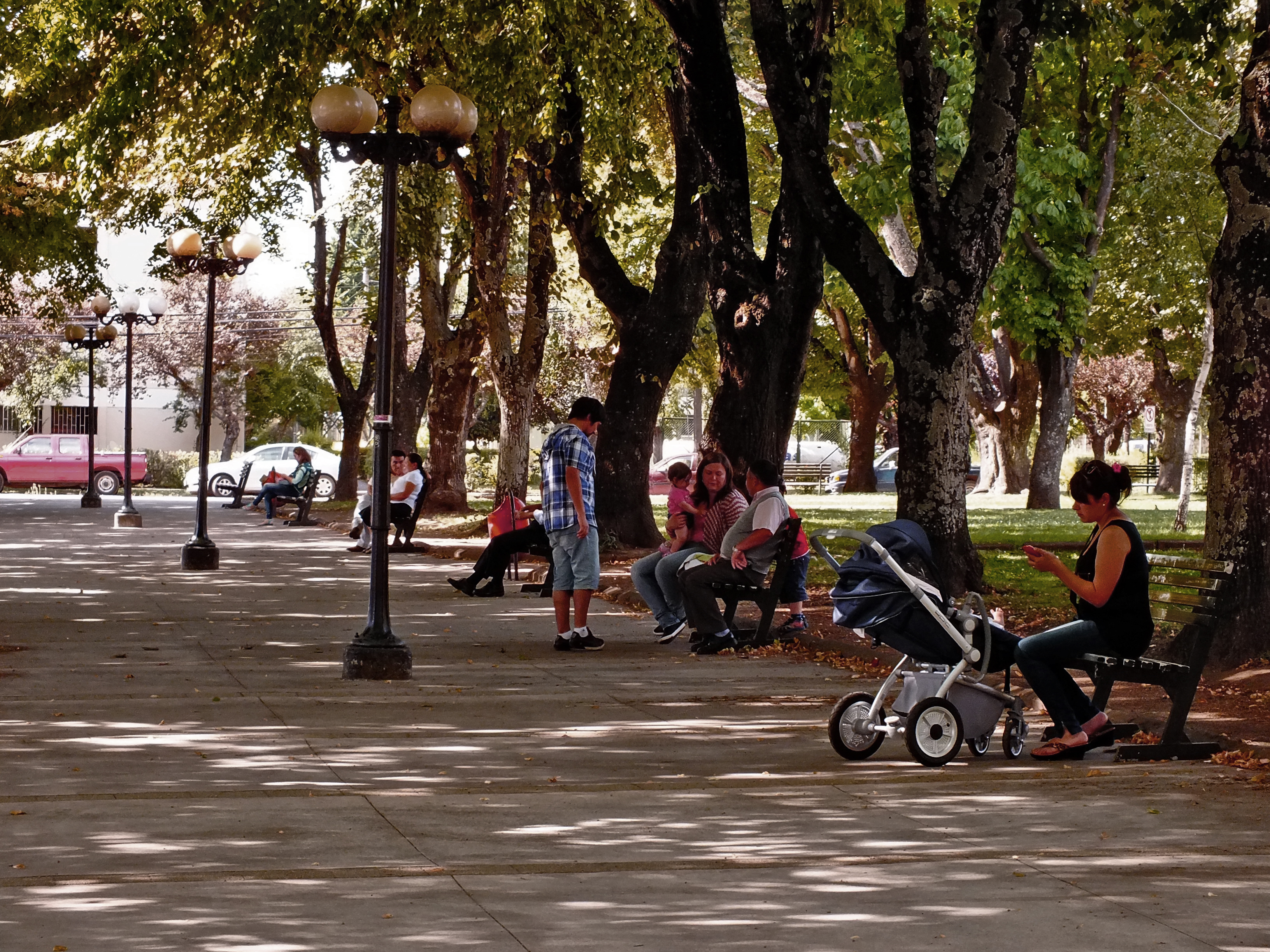
Plaza Pinto. Alrededor de este pulmón verde es posible encontrar diversas cafeterías y locales para comer.

En el centro de la ciudad se encuentra la Biblioteca Municipal de Los Ángeles Roberto Espinoza N.º 292 y el Museo de la Alta Frontera, que posee una gran colección de utensilios y objetos mapuches, además de armas de la época colonial y republicana. Dentro del Hospital Dr. Víctor Ríos Ruiz se encuentra la capilla del Hospital San Sebastián, monumento nacional desde 1989. En la Avenida Villagrán, esquina Orompello, se encuentra la típica picada local La Casa Rosada, donde desde hace más de 100 años se reúnen varones a departir en tertulias políticas.
Las calles del centro de la ciudad están dispuestas en forma de damero. Las que van del norte a sur tienen nombres de españoles, como Colón o Pedro de Valdivia; las que van de este al oeste tienen nombres de personajes históricos mapuches como Colo Colo, Caupolicán o Janequeo. Esto es un reflejo a la historia de la ciudad.
En el acceso norte de la ciudad se encuentra el Salto del Laja, cuya importancia ha contribuido a la formación de un centro poblado en constante crecimiento. A unos 100 kilómetros al este de Los Ángeles está el volcán Antuco en la cordillera de los Andes.
Otros sitios turísticos de la comuna son el balneario del río Rarinco, el balneario del río Huaqui y la pesca deportiva en el río Biobío en el tramo de San Carlos de Purén a Nacimiento. Coincide que en la localidad de San Carlos de Purén se tiene un sitio de importancia histórica, correspondiente a un fuerte, el cual forma parte de la cadena de fuertes localizados en la ribera del río Biobío como una línea defensiva contra el ataque de los indígenas en tiempos de la Guerra de Arauco.
Los Ángeles cuenta en la actualidad con una agitada vida nocturna. Destacan los locales ubicados en Avenida Alemania con Marconi, cuya esquina se ha instaurado como un importante polo de desarrollo en cuanto a clubes y bares. Adicionalmente, en calle Colo Colo se encuentran modernos bares, en los cuales se agrupa la sociedad más bohemia de la ciudad.
El 29 de julio de 2008 abrió sus puertas el Gran Casino de Juegos Los Ángeles. El complejo incorpora máquinas tragamonedas de última generación acompañadas por mesas de cartas, cuatro ruletas, un salón de bingo y un bar en su interior. Además incluye un hotel con 90 habitaciones en 12 pisos, hasta el momento el más alto de la ciudad. Este edificio cuenta con la más moderna ingeniería antisísmica y prueba de ello es que, pese a su gran altura, en el terremoto de 2010 no sufrió ningún tipo de daño ni desgracias que lamentar. Este proyecto cuenta con el permiso de operación que otorgó el año 2006 la Superintendencia de Casinos de Juego. Ahora pasa a ser otra importante atracción turística de la ciudad.
En el centro urbano existe una oferta variada para quienes realizan turismo urbano, especialmente para la población flotante que acude por el turismo de compras. El Centro Español, donde se encuentra una galería comercial en sus primeros pisos, resulta un lugar ideal para estos propósitos. El mismo fue diseñado por conocidos arquitectos europeos, los cuales trajeron la última tecnología y diseños. En los pisos superiores encontraremos modernas peluquerías, las cuales son atendidas por reconocidos estilistas de la región. Junto a este encontramos el reconocido Paseo Alcalá, lugar en el cual se concentran las tiendas más reconocidas del comercio angelino, siendo un interesante paseo de entretención para turistas. Este particular centro comercial cuenta con un amplio estacionamiento para sus clientes. La Vega Techada es el principal mercado y plaza de abastos de la comuna, que suple a los pequeños y medianos comerciantes tanto de la ciudad como de las otras comunas de la provincia con alimentos perecederos.
Otro lugar que se perfila como un polo de comercio de la región corresponde al centro comercial Mallplaza Los Ángeles, ubicado en un centro activo de crecimiento de la ciudad, junto a otros íconos de progreso, como son el Gran Casino de Juegos Los Ángeles, el Hotel Four Points y el restaurante de comida rápida McDonald's. Este centro comercial además posee tiendas de exclusivas marcas, un food garden y un exclusivo cine con moderna tecnología.
Un paraje de la ciudad suele ser la Laguna Esmeralda, la cual posee gran variedad de flora y fauna. Además es posible recorrer sus tranquilas aguas en alguno de los botes que son arrendados a sus visitantes. Junto a ella encontramos el parque de los dinosaurios, en el cual se puede aprender mucho acerca de estos especímenes. No se puede dejar de recorrer las 14 cuadras de áreas verdes conectadas entre sí en pleno corazón de Los Ángeles, con diferentes árboles autóctonos y juegos infantiles instalados recientemente. Otro punto de comunión es el sector de la Plaza Pinto, rodeada de locales comerciales y cafeterías exclusivas.

## Servicios públicos

### Salud
En salud pública, el Hospital Dr. Víctor Ríos Ruiz es el principal centro de salud pública comunal, de alta complejidad y para las interconsultas derivadas de otros centros de salud de menor complejidad a nivel provincial. Al trabajo de dicho centro hospitalario, se suman cinco Centros de Salud Familiar (Cesfam) dentro del radio urbano, más uno rural en el sector de Santa Fe y otros siete Centros Comunitarios de Salud Familiar (Cecosf), dependientes de los Cesfam.

### Orden público y seguridad ciudadana
En lo que respecta a orden público y seguridad ciudadana, la Prefectura Bío-Bío n.º 20 de Carabineros de Chile es la unidad policial de mayor jerarquía a nivel comunal y provincial, la cual forma parte de la Zona Policial Biobío. Subordinadas a ella dentro del área comunal se encuentran la 1° Comisaría Los Ángeles, además de las subcomisarías Paillihue y Cabo 1° René Sepúlveda Parraguez, la Tenencia Centenario y los retenes El Álamo, Santa Fe y San Carlos de Purén. Asimismo, la Policía de Investigaciones de Chile (PDI), tiene un cuartel en el centro de la ciudad con distintas brigadas especializadas de la policía civil.

### Educación
En la ciudad de Los Ángeles, la educación es atendida por una diversidad de colegios y liceos, entre los cuales se destacan el Centro Educacional Adventista De Los Ángeles (CEALA), Escuela F-900 República De Alemania, Colegio Los Ángeles en Avda. Ercilla 389, Colegio Marta Brunet en Freire 424, Liceo Particular Carlos Condell en Alcázar 450, Liceo Alemán del Verbo Divino, Colegio Teresiano, Colegio Alemán, Colegio Concepción Los Ángeles, Colegio Padre Alberto Hurtado, y otros como el Liceo Bicentenario Los Ángeles A-59 y el Liceo Industrial A-65 Samuel Vivanco Parada.
En el ámbito de la educación superior, la ciudad cuenta con instituciones como la Universidad de Concepción (acreditada), Universidad Católica de la Santísima Concepción (acreditada), Universidad Bolivariana (no acreditada), Universidad Santo Tomás y Universidad Tecnológica de Chile Inacap. También posee institutos profesionales y centros de formación técnica como el Instituto Profesional Virginio Gómez, Inacap, Instituto Profesional AIEP, Instituto Profesional Los Ángeles, Instituto Profesional La Araucana, I.P Los Lagos, Valle Central, entre otros.

### Bomberos
El Cuerpo de Bomberos de Los Ángeles fue fundado el 24 de noviembre de 1888, por iniciativa de un grupo de vecinos residentes influyentes en la sociedad de aquella época.Cuenta con nueve compañías.

## Cultura

### Símbolos

#### Escudo
El escudo de Los Ángeles, aprobado en sesión municipal del 2 de febrero de 1953 y declarado oficial por el decreto municipal número 88 de febrero de 1953, tiene los siguientes elementos:
El fondo es de color plata, sobre el cual se encuentra un toro rojo, símbolo de la bravura de los antiguos pobladores de la Isla de La Laja. Sobre y bajo la figura central se ubican tres líneas gruesas ondeadas que representan el río de La Laja y el río Biobío. En la zona superior del campo de plata hay seis rayos convergentes en color rojo en representación de la fuerza del espíritu y de la energía eléctrica producida en la zona. Rodeando al campo de plata, un borde ancho de color azul enmarca ocho águilas de plata, que representan a las guarniciones hispanas y chilenas de los fuertes de la línea del Biobío. En el extremo superior, finalmente, se ubica una corona de oro de las municipalidades de Chile.

#### Bandera
La bandera oficial de Los Ángeles fue aprobada, mediante un decreto municipal suscrito en mayo de 1975, por el alcalde de la época, Mario Ríos Padilla. El autor fue el entonces joven de 16 años Santiago Patricio Castro Rojas, estudiante del Liceo Industrial y ganador d el concurso convocado en abril de 1975 por la Corporación Cultural de Los Ángeles y la Municipalidad en el marco del aniversario de la ciudad. Castro falleció debido a una enfermedad fulminante al cumplir 20 años de edad. Se encuentra sepultado en el Cementerio General en una tumba construida por el municipio, donde destaca la bandera creada por él.
La bandera está diseñada con tres franjas horizontales. La superior y la inferior son de color verde, simbolizando la agricultura y el rubro forestal de la zona. La central, la más ancha, simboliza el fulgor de las nieves de la Cordillera de Los Andes y la belleza de la cascada y la neblina del Salto del Laja. En el centro se inserta (dentro del área blanca) el escudo oficial de la comuna.

## Transporte

### Vías de acceso
La principal vía de acceso a la ciudad es la Ruta 5 Sur, concesión Ruta del Bosque que abarca el tramo Chillán-Collipulli. Existen 4 tréboles de acceso en los kilómetros 500 (Norte: Rarinco), 507 (Centro: María Dolores), 512 (Centro: Ruta CH-180) y 521 (Sur: Duqueco), en cuyo acceso se paga un peaje de entrada a la ciudad. Los accesos norte y sur están conectados por la antigua Panamericana, hoy llamada Avenida Las Industrias, la cual se mantuvo en un deteriorado estado hasta su completa reposición realizada entre los años 2012 y 2013.
Desde Nacimiento, Laja y Angol se ingresa por la Ruta CH-180, que se transforma en la avenida Octavio Jara Wolff tras el trébol de la ruta 5, y en la avenida Vicuña Mackenna al llegar a la planta Iansa.
Otras rutas importantes que conectan con el sector alto de la cordillera de los Andes son las que conectan Los Ángeles con Antuco y con Santa Bárbara. Existen, además, caminos de menor envergadura, pero con asfaltado en parte de su trazado, que conectan la ciudad con sectores rurales como Las Trancas, Los Robles, El Peral, Cerro Colorado y Pedregal, y el Aeropuerto María Dolores.
En el ámbito vial, durante la última década se han diseñado y distribuido los denominados lomos de toro (resaltos), los cuales han ayudado a la disminución de los accidentes de tránsito, especialmente a los que se refieren a peatones. Destacan además la instalación de numerosos y modernos semáforos de dos, tres y cuatro tiempos en las esquinas más conflictivas. El mejoramiento de la Avenida Alemania la convirtió en una hermosa puerta de entrada a la ciudad como símbolo del progreso de los últimos años.

### Transporte público
La ciudad cuenta con numerosas ofertas de transporte público:

#### Taxibuses
Popularmente conocidos como «micros» o «liebres» (término no tan usado), entregan servicio abasteciendo casi toda la ciudad:
- Línea 1 Iansa : une el sector de Villa Galilea (sector IANSA) con el sector norte de la ciudad, llegando por la ex ruta 5 hasta Camino Entel.
- Línea 2 Paillihue-Avellano: conecta el sector de Paillihue (cruce El Peral, Las Américas) con el sector norte de la ciudad, llegando por la ex Ruta 5 Sur hasta el puente Rarinco en su recorrido troncal. Tiene variantes a Los Tilos (sector ubicado cerca del acceso norte desde la Ruta 5 Sur) y hacia la avenida Las Industrias entre el cruce Sor Vicenta y el cruce Antuco.
- Línea 5 Orompello-Monte Cea: une el Cementerio General y las avenidas Alemania y Gabriela Mistral con algunas villas del sector poniente de la ciudad (Santiago Bueras, Las Lomas y Las Tranqueras) finalizando su recorrido en la Villa Génesis. Esta Línea creó la variante 3 que ocupa el lugar dejado por la Línea 4 "Chiprodal Bolsón" que va desde la Villa Todos los Santos hasta el sector norponiente de la Ciudad.
- Línea 6 Paillihue Santiago Bueras: Su variante A une la Villa Montreal en Paillihue con algunas villas del sector poniente de la ciudad (Santiago Bueras, Las Lomas y Las Tranqueras) finalizando su recorrido en la Villa Génesis. Su variante B une Patria Vieja con la Villa Génesis.
- Línea 7 Duqueco-Paillihue-Santiago Bueras: une el sector suburbano de Duqueco (acceso sur desde la ruta 5), pasando por Paillihue, con algunas villas del sector poniente de la ciudad (Santiago Bueras, Las Lomas).
- Línea 8 Paillihue-Bolsón: une Parque Lauquén y Patria Vieja en Paillihue, con villas del sector poniente de la ciudad (Santiago Bueras, Las Lomas), finalizando su recorrido en la población Ciudades de Chile. Tiene una variante desde el Cementerio General.
- Línea 10 Nuevo Express: une Parque Lauquén y Patria Vieja en Paillihue, con villas del sector poniente de la ciudad (Santiago Bueras, Las Lomas).
- Línea 11 Ruta Once: une Villa Filadelfia en Paillihue, con villas del sector poniente de la ciudad (Santiago Bueras, Las Lomas).

### Transporte interurbano
La ciudad cuenta con 5 terminales de buses:
- El terminal Rodoviario Santa María, con salidas interprovinciales de diversas empresas con destinos principales hacia Santiago, Valparaíso, Viña del Mar, Rancagua, Curicó, Talca, Chillán, Talcahuano, Concepción, Temuco, Valdivia, Osorno, Puerto Varas, Puerto Montt y Chiloé, entre otros.
- El terminal Turbus, propiedad del holding homónimo, desde el cual salen los buses de la empresa Turbus y sus marcas Bio Bio y JAC.
- El terminal rural municipal Vega Tachada, reinaugurado el 2011, es el principal punto de salida de buses a Laja, Yumbel, Salto del Laja, Monte Águila, Cabrero, Negrete, Santa Fe, Millantú y a localidades rurales de la comuna de Los Ángeles.
- El terminal rural Islajacoop, propiedad de la cooperativa homónima, principal punto de salida de buses a Mulchén, Nacimiento, Antuco, Quilleco y alrededores, Huépil, Tucapel, Yungay, Laja, Santa Bárbara, Quilaco y el sector cordillerano del Alto Biobío hacia el norte de dicho río. También hay salidas a diversas localidades rurales de la comuna de Los Ángeles.
- El terminal rural Santa Rita, con salidas a Santa Bárbara, Quilaco y el sector cordillerano de Alto Biobío hacia el sur de dicho río; también es punto de partida de servicios a diversas localidades rurales de la comuna de Los Ángeles, así como a Mulchén y Nacimiento.

### Aeropuerto

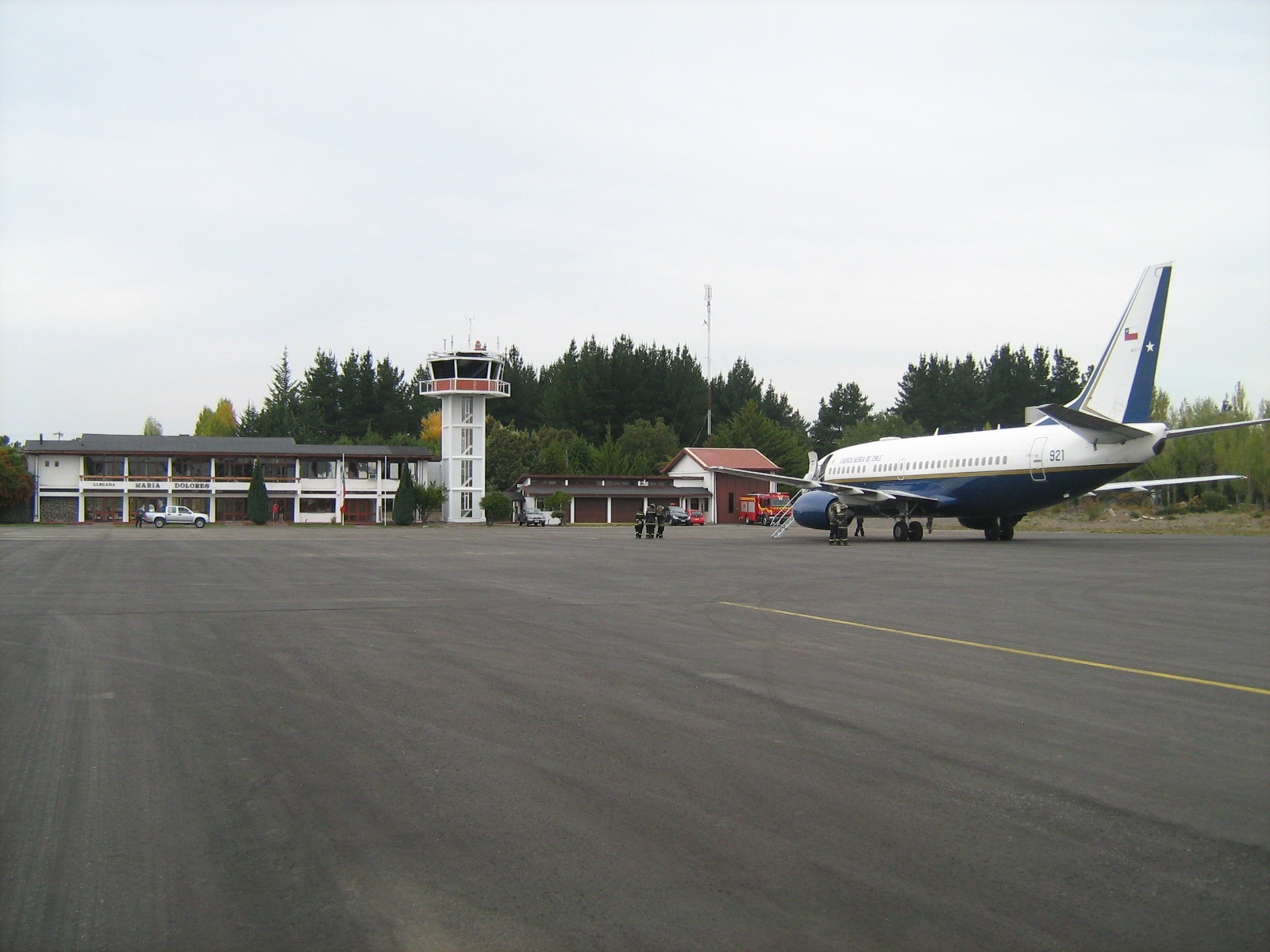
Aeropuerto María Dolores.

En las afueras de la ciudad se encuentra el Aeropuerto María Dolores que posee una pista asfaltada de dimensiones 1700x30 metros, este aeropuerto recibió vuelos comerciales hasta fines de la década de 1990, a esta ciudad llegaron aerolíneas como LAN Chile, Avant Airlines, Alta y Ladeco entre otras. Actualmente pertenece a la red secundaria de aeródromos del país y recibe vuelos de líneas privadas y corporativas como los vuelos-ambulancias.

### Ferrocarril
Hasta el año 1995, funcionaba la Estación Los Ángeles, perteneciente al Ramal Santa Fe-Los Ángeles-Santa Bárbara. El recinto se emplazaba entre las Avenidas Ricardo Vicuña y 21 de Mayo. Actualmente el edificio ya no existe y en sus terrenos se han edificado un supermercado y una sede de una institución educacional. Pese a esto, la Estación Los Ángeles forma parte del Proyecto Interregional de Transporte Ferroviario, el cual uniría la ciudad se Santiago por el norte y Puerto Montt por el sur. Si bien el proyecto original consideraba la estación distante a unos 15 kilómetros al suroeste de Los Ángeles, el nuevo proyecto acerca la estación y la ubica a unos 5 kilómetros, en el camino que une la ciudad con Nacimiento.
Es desde inicios de la década de 2020 que ha surgido un interés en la reapertura del ferrocarril que conecte a la red sur de ferrocarriles con la ciudad. A finales de 2024 inició el proceso de estudios de prefactibilidad de esta idea.

## Deportes
Para el segundo semestre del año 2015 se licitara el nuevo estadio para la ciudad con estándar FIFA, cuya capacidad será por sobre los diez mil personas y será construido en el kilómetro 2 camino a Nacimiento, en el cruce pata de gallina.[cita requerida]
La Municipalidad de Los Ángeles ha concretado el Complejo Polideportivo que se emplaza en las canchas del sector Monte Cea (Avenida Alemania) cuya capacidad son 3500 personas.[cita requerida]
| Equipo            | Fundación               | Edad      | Liga                            |
| ----------------- | ----------------------- | --------- | ------------------------------- |
| Iberia            | 15 de junio de 1933     | (92 años) | Tercera División B              |
| Cultural Iberia   |                         |           | Postulante a Tercera División B |
| Unión Santa María | 19 de noviembre de 2009 | (15 años) | Disuelto                        |

## Medios de comunicación

### Periódicos y Revistas
- El Contraste[32]
- La Tribuna
- Revista Vía Los Ángeles

### Radioemisoras
FM
- 89.3 MHz Radio Nueva Mía
- 90.3 MHz Radio Pudahuel
- 91.3 MHz Radio Araucanía
- 92.1 MHz Radio Sur
- 92.7 MHz Positiva FM
- 93.5 MHz Radio La Rancherita
- 94.5 MHz Radio Armonía
- 95.3 MHz Radio Regina Coeli
- 96.1 MHz Radio Infinita
- 96.7 MHz Radio Bío-Bío
- 97.5 MHz Radio San Cristóbal
- 98.3 MHz Radio Camila
- 100.5 MHz Radio Agricultura
- 101.7 MHz Radio Punto 7
- 102.3 MHz Radio Universal
- 103.1 MHz Radio Corazón
- 103.5 MHz Radio Carnaval Paraíso
- 104.1 MHz Radio Corporación
- 104.9 MHz ADN Radio Chile
- 105.3 MHz Radio Nueva Auroora
- 105.7 MHz Romántica FM
- 106.7 MHz Radio La Sabrosita
- 107.1 MHz Radio Nuevo Tiempo
- 107.3 MHz Radio Conquista
- 107.5 MHz Radio Alas de Águila
- 107.7 MHz Aromo FM
- 107.9 MHz Radio Manantial

AM
- 730 kHz Radio Angelina
- 1290 kHz Radio Magdalena
- 1400 kHz Radio La Amistad

### Televisión
Los Canales de Televisión que se reciben en la Ciudad emiten desde el Cerro Cayumanque ubicado en la Región del Ñuble. A excepción de Nuevo Tiempo y Canal 9 Biobío Televisión, los cuales poseen  antenas en la ciudad.
TDT
- 3.1 - La Red HD
- 6.1 - TVN HD
- 6.2 - NTV
- 9.1 - Mega HD
- 9.2 - Mega 2
- 11.1 - Chilevisión HD
- 11.2 - UChile TV
- 13.1 - Canal 13 HD
- 13.2 - T13 En Vivo
- 21.1 - Canal 9 Bío-Bío Televisión HD
- 25.1 - Nuevo Tiempo HD1
- 25.2 - Nuevo Tiempo HD2
- 25.3 - Radio Nuevo Tiempo

Por cable
- 65 - Canal 9 Bío-Bío Televisión (VTR)
- 66 - Canal 2 Los Ángeles (VTR)
- 67 - TVU (VTR)